# Historia de las bolsas de valores
La historia de las bolsas de valores traza la evolución de las grandes etapas cumplidas por las estructuras operativas de intercambio y por la valorización de acciones y obligaciones, desde los siglos XIII y XIV hasta nuestros días.
Durante siete u ocho siglos, hemos asistido a la aparición y consolidación de procesos participativos, consistentes a interesar a diferentes personas, inversores, en la constitución y el financiamiento de diferentes empresas, en la organización de diferentes mercados (en detrimento de las corporaciones), en la participación en diferentes formas de especulación, en el relacionamiento mutuo orientado a los intercambios, y en la regulación de este tipo de operativas a nivel internacional y a los distintos niveles nacionales.
En Extremo Oriente y desde el siglo IX, existieron cooperativas de tipo participativo, en relación con el mercado del té. Pero en Europa, primero en las grandes ciudades comerciantes italianas y luego en las del mar Báltico, donde nació el capitalismo moderno a impulso del desarrollo del comercio fluvial y marítimo, fue a partir de los siglos XIII y XIV que con fuerza se dio impulso a la circulación de riquezas (entre otras cosas por las necesidades de financiamiento de las Cruzadas), a la par que surgieron los primeros bancos en ciudades tales como Venecia, Pisa, Florencia, Génova (principalmente en la época del Renacimiento).
La aparición de la prensa escrita, que publicaba las listas de precios, y luego del telégrafo, que las difundía rápidamente, permitieron a las empresas dar a conocer sus actividades y a las acciones tomar el relevo a mediados del siglo XIX, con el desarrollo de la francos, la extracción de materias primas y preciosas sumándose a la de los bancos y canales. El mercado de valores siguió siendo una cuestión de territorios y concesiones. Hasta el siglo XX, las empresas industriales solo ocupaban un lugar minoritario, antes de vivir una época dorada, aprovechando sus economías de escala.
De la financiación mediante deuda, las empresas evolucionaron hacia la autofinanciación, y las bolsas dieron prioridad a la valoración del ahorro. A finales del siglo XX se produjo la desmaterialización de los valores y el auge de las biotecnologías y tecnologías de la información de alto rendimiento, para las que las acciones eran su único medio de financiación.